# شون هاردمان
شون هاردمان (بالإنجليزية: Sean Hardman)‏ هو لاعب اتحاد الرغبي أسترالي، ولد في 6 مايو 1977 في بريزبان في أستراليا.

## وصلات خارجية
- شون هاردمان عل موقع إسبنسكروم (الإنجليزية)
- شون هاردمان على موقع ItsRugby.co.uk (الإنجليزية)